# Igor Colenov
Igor Colenov (n. 17 martie 1964, Chișinău) este un general din Republica Moldova, care a îndeplinit funcția de director general al Serviciului de Grăniceri al Republicii Moldova între 6 iunie 2001 – 17 decembrie 2009.

## Biografie
Igor Colenov s-a născut la data de 17 martie 1964 în municipiul Chișinău. Între anii 1982-1983 și-a efectuat serviciul militar obligatoriu în Armata Sovietică. După satisfacerea acestuia, s-a înscris la Institutul de grăniceri „C.E. Voroșilov” al fostei URSS, pe care l-a absolvit în anul 1987. Ulterior, a absolvit în anul 2004 și Academia de grăniceri a Serviciului Federal de Securitate al Federației Ruse.
După absolvirea facultății, în perioada anilor 1987-2001 a îndeplinit diferite funcții în cadrul trupelor de grăniceri ale URSS, și, ulterior, ale Republicii Moldova.
În perioada anilor 1987-1988 și-a desfășurat serviciul militar în cadrul Trupelor de Grăniceri a URSS în Republica Democrată Afganistan.
La data de 6 iunie 2001, prin decretul Președintelui Moldovei, Igor Colenov a fost numit în funcția de comandant al Departamentului Trupelor de Grăniceri a Republicii Moldova. A fost avansat la 19 februarie 2003 la gradul militar de general de brigadă de către președintele Vladimir Voronin.
Prin Hotărârea Guvernului Republicii Moldova nr. 257 din 23 aprilie 2005, Departamentul Trupelor de Grăniceri a fost reorganizat în Serviciul Grăniceri, iar ca director general al Serviciului de Grăniceri al Republicii Moldova a fost numit generalul de brigadă Igor Colenov.
Generalul Colenov este decorat cu distincții de stat. Este căsătorit și are doi copii.